# Marine habitater
Marine habitater eller marine levesteder er habitater, der understøtter liv i havet. Alt marint liv afhænger på den ene eller anden måde af saltvandet i havet. Havet understøtter mange forskellige slags habitater. Disse opdeles typisk i kysthabitater og habitater i åbent hav. Kysthabitater ligger i områder, der strækker sig fra hvor tidevandet kan nå under højvande og til grænsen af kontinentalsoklen. Det meste havliv findes i kysthabitater, på trods af at sokkelområder kun udgør 7 % af det samlede havareal. Habitater i åbent hav findes i det dybe hav på den anden side af kontinentalsoklen.
| Geografi/geologi | Spire Denne artikel om geografi er en spire som bør udbygges. Du er velkommen til at hjælpe Wikipedia ved at udvide den. |